# Melhania vohipalyensis
Melhania vohipalyensis är en malvaväxtart som beskrevs av Arenes. Melhania vohipalyensis ingår i släktet Melhania och familjen malvaväxter. Inga underarter finns listade i Catalogue of Life.